# Cichlasoma bimaculatum
Cichlasoma bimaculatum (Linnaeus, 1758) è un pesce osseo d'acqua dolce appartenente alla famiglia Cichlidae. È la specie originariamente descritta da Linneo come Labrus bimaculatus, nome che è stato poi impropriamente utilizzato per riferirsi a Labrus mixtus.

## Descrizione
Presenta un corpo compresso lateralmente e non particolarmente alto, con la testa dal profilo arrotondato. Da adulto misura in genere intorno ai 12 cm; le femmine, più piccole, possono raggiungere la maturità sessuale già dopo i 7.

## Biologia

### Alimentazione
Si nutre principalmente di invertebrati (soprattutto crostacei, molluschi e larve di insetti) ma  può predare anche altri pesci ossei e le loro uova.

### Predatori
È spesso preda sia di altri ciclidi (Cichla sp.) che di specie appartenenti alla famiglia Erythrinidae (Hoplias sp.).

### Riproduzione
Depone fino a 700 uova durante la stagione delle piogge.

## Distribuzione e habitat
È diffuso nei bacini di Essequibo, Orinoco e Rio Negro, dove è tipico di zone dalla corrente debole; può tollerare acque con basse concentrazioni di ossigeno. È stato introdotto in Florida, dove entra in competizione sia con specie native come Lepomis macrochirus (di cui mangia le uova) che alloctone come Pelmatolapia mariae.